# ライン同盟規約

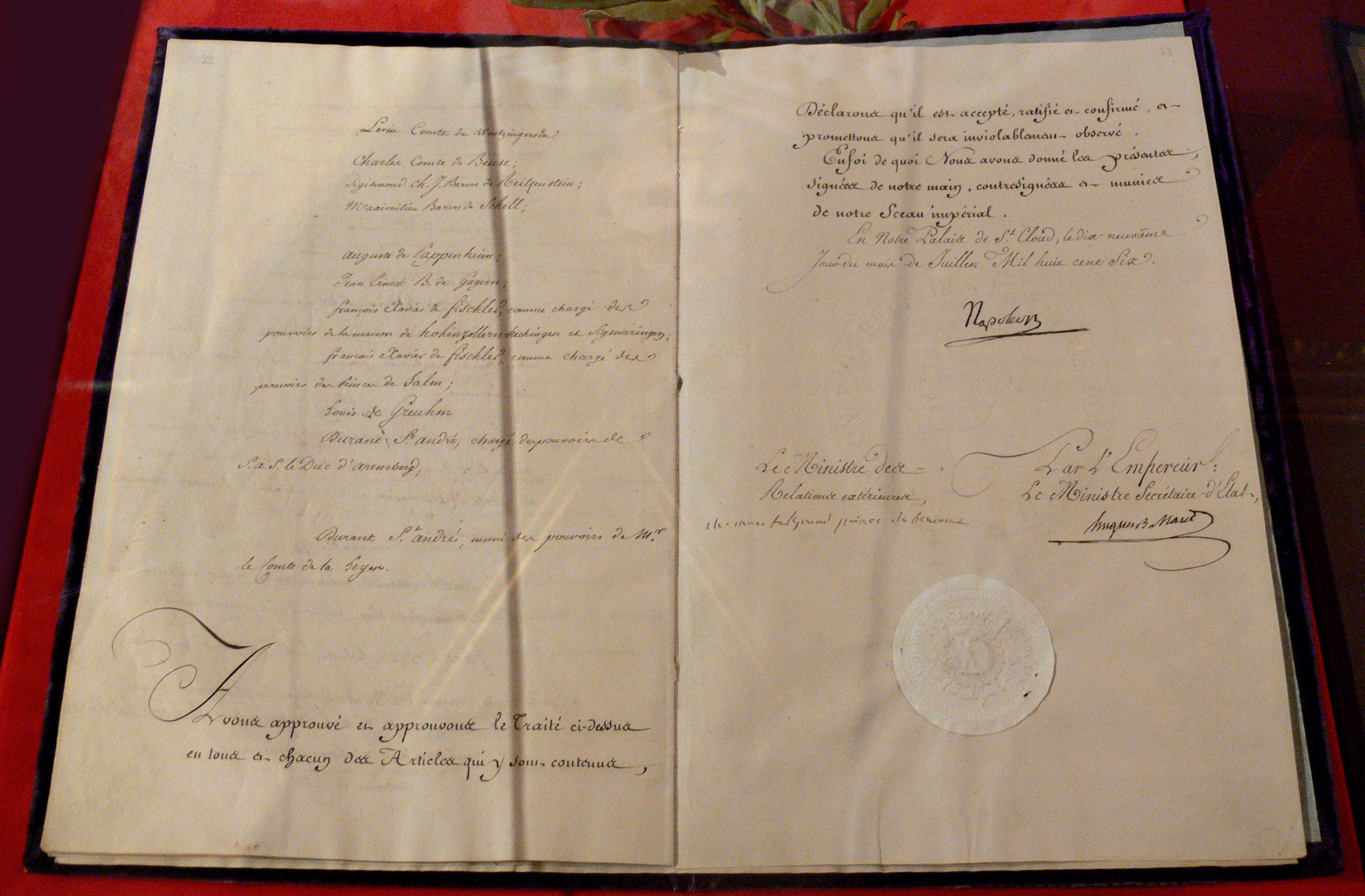
1806年7月12日のライン同盟規約、ナポレオンの署名のページ。ホーエンツォレルン＝ジグマリンゲン侯国の抄本

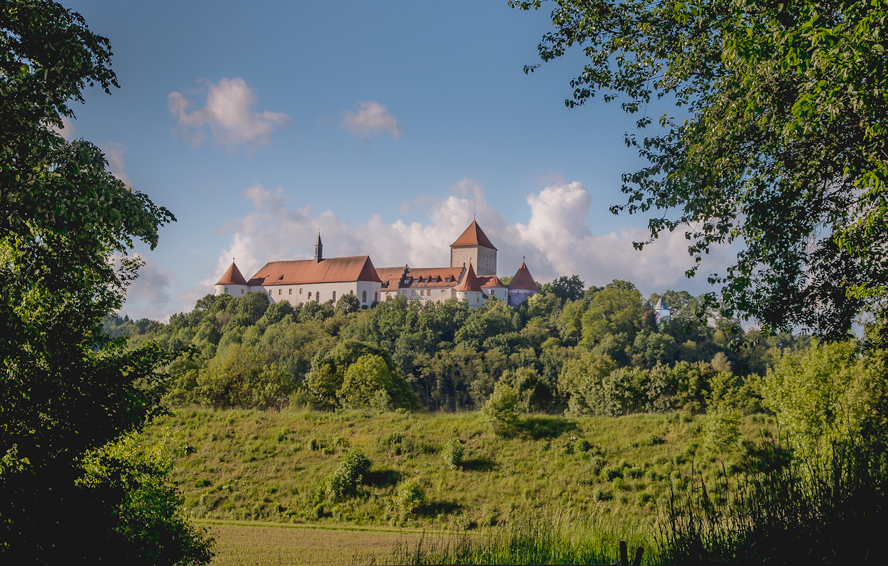
ライン同盟首座大司教侯カール・テオドール・フォン・ダールベルクが規約に署名した場所であるヴェルト・アン・デア・ドナウ城

ライン同盟規約（ラインどうめいきやく、ドイツ語: Rheinbundakte, フランス語: Traité de la Confédération du Rhin）は、1806年7月12日、フランス皇帝ナポレオン・ボナパルトの全権大使とドイツ諸侯16名の全権大使の間で合意された条約。批准は7月25日にミュンヘンで行われた。条約により、ドイツ諸侯16名は神聖ローマ帝国を脱退、ライン同盟を成立させ、その原加盟国となった。

## 内容
（出典：）
- 第1条と第3条では、署名したドイツ諸侯が1806年8月までに神聖ローマ帝国から分離し、ライン同盟を成立させたことを定めたが、第2条では帝国代表者会議主要決議やライン川の通行規定などが引き続き適用されることを定めた。
- 第4条は、マインツ選帝侯カール・テオドール・フォン・ダールベルクがライン同盟首座大司教侯（英語版）になることを定めたが、ほかの諸侯より優位になるものではないと定めた。
- 第5条は、バーデン選帝侯、ベルク公とクレーフェ公、ヘッセン＝ダルムシュタット方伯が大公に昇格することを定めた。またナッサウ家領が公国に、ライエン伯が侯爵に昇格することも定めた。
- 第6から10条は、ブンデスターク（ドイツ語版）がフランクフルト・アム・マインに設置され、諸侯がライン同盟以外の勢力から自立し、諸侯間の紛争は全てブンデスタークで解決することを定めた。
- 第11条はブンデスタークの詳細が首座侯が制定する基本法により決定されることを、第12条はフランス皇帝が同盟の庇護者になり、首座侯の継承者を任命することを定めた。
- 第13から24条は諸侯間の領土割譲について定めたが、ヴュルテンベルクとバーデンの間の割譲は1806年10月17日の交換と粛正の条約（ドイツ語版）で取り消された。
- 第25から28条は諸侯の主権、すなわち立法権、裁判権、徴兵権、課税権を定めた。
- 第29から34条は帝国クライスの債務や官僚の年金など諸侯の財政負担について定めた。
- 第35から38条は諸侯間、およびライン同盟とフランスの間の軍事同盟を定めた。
- 第39条は諸侯の新規加入を許可した。

条約の正文はフランス語で、その用語はドイツ語とは違うものであるため、ドイツ語版は法的に有効な条約ではない。

## その後
ナポレオンが1812年ロシア戦役で大敗し、ロシア帝国とプロイセン王国が1813年3月9日にドイツの人民にフランスへの対抗に立つことと、ライン同盟の解散を呼びかけるとき、ライン同盟からはメクレンブルク＝シュヴェリン公国とメクレンブルク＝シュトレーリッツ公国しか支持を得られなかった。同年夏に対仏大同盟がフランスに数回勝利を挙げると、バイエルン王国もリート条約でライン同盟から脱退した。ライプツィヒの戦いでフランスが大敗すると、ライン同盟は実質的には消滅した。